# Cuchery
Cuchery és un municipi francès, situat al departament del Marne i a la regió del Gran Est. L'any 2007 tenia 380 habitants.

## Demografia

### Població
El 2007 la població de fet de Cuchery era de 380 persones. Hi havia 159 famílies, de les quals 49 eren unipersonals (12 homes vivint sols i 37 dones vivint soles), 49 parelles sense fills, 57 parelles amb fills i 4 famílies monoparentals amb fills.
La població ha evolucionat segons el següent gràfic:
Habitants censats

### Habitatges
El 2007 hi havia 182 habitatges, 166 eren l'habitatge principal de la família, 6 eren segones residències i 9 estaven desocupats. 179 eren cases i 2 eren apartaments. Dels 166 habitatges principals, 141 estaven ocupats pels seus propietaris, 11 estaven llogats i ocupats pels llogaters i 14 estaven cedits a títol gratuït; 1 tenia una cambra, 4 en tenien dues, 30 en tenien tres, 55 en tenien quatre i 77 en tenien cinc o més. 147 habitatges disposaven pel capbaix d'una plaça de pàrquing. A 88 habitatges hi havia un automòbil i a 64 n'hi havia dos o més.

### Piràmide de població
La piràmide de població per edats i sexe el 2009 era:
| Homes | Edats   | Dones |
| ----- | ------- | ----- |
| 0     | 95 o +  | 0     |
| 1     | 90 a 94 | 1     |
| 1     | 85 a 89 | 4     |
| 0     | 80 a 84 | 1     |
| 7     | 75 a 79 | 12    |
| 9     | 70 a 74 | 13    |
| 7     | 65 a 69 | 4     |
| 6     | 60 a 64 | 10    |
| 7     | 55 a 59 | 3     |
| 22    | 50 a 54 | 10    |
| 13    | 45 a 49 | 17    |
| 19    | 40 a 44 | 10    |
| 18    | 35 a 39 | 16    |
| 14    | 30 a 34 | 15    |
| 6     | 25 a 29 | 6     |
| 9     | 20 a 24 | 7     |
| 15    | 15 a 19 | 13    |
| 8     | 10 a 14 | 4     |
| 10    | 5 a 9   | 14    |
| 10    | 0 a 4   | 9     |

## Economia
El 2007 la població en edat de treballar era de 243 persones, 208 eren actives i 35 eren inactives. De les 208 persones actives 200 estaven ocupades (116 homes i 84 dones) i 8 estaven aturades (3 homes i 5 dones). De les 35 persones inactives 12 estaven jubilades, 10 estaven estudiant i 13 estaven classificades com a «altres inactius».

### Ingressos
El 2009 a Cuchery hi havia 179 unitats fiscals que integraven 435 persones, la mediana anual d'ingressos fiscals per persona era de 22.390 €.

### Activitats econòmiques
Dels 24 establiments que hi havia el 2007, 3 eren d'empreses alimentàries, 1 d'una empresa de fabricació d'altres productes industrials, 8 d'empreses de construcció, 3 d'empreses de comerç i reparació d'automòbils, 1 d'una empresa de transport, 1 d'una empresa d'hostatgeria i restauració, 1 d'una empresa financera, 2 d'empreses immobiliàries, 3 d'empreses de serveis i 1 d'una entitat de l'administració pública.
Dels 7 establiments de servei als particulars que hi havia el 2009, 1 era un guixaire pintor, 3 fusteries, 1 lampisteria, 1 electricista i 1 empresa de construcció.
L'any 2000 a Cuchery hi havia 95 explotacions agrícoles que ocupaven un total de 517 hectàrees.

## Equipaments sanitaris i escolars
El 2009 hi havia 1 escola maternal i 1 escola elemental.

## Poblacions més properes
El següent diagrama mostra les poblacions més properes.